# همه‌چیز پویاست (آلبوم)
همه‌چیز پویاست (به انگلیسی: Everything Is Alive) پنجمین آلبوم استودیویی از گروهٔ موسیقی راک انگلیسی اسلودایو می‌باشد که در ۱ سپتامبر سال ۲۰۲۳ از سوی دد اوشنز منتشر گردید. این نخستین آلبوم آن‌ها پس از شش سال و دومین آلبومشان از زمان بازگشایی مجدد گروه است، که پس از آلبوم گروه با نام خودشان در سال ۲۰۱۷ منتشر شده‌است.
این آلبوم مورد تحسین منتقدان قرار گرفت و از نظر فروش در سراسر اروپا موفق بود و به ده رتبه برتر در کشورهای بلژیک، آلمان، هلند، نیوزیلند و بریتانیا رسید.